# Étienne Ca
Étienne Ca (Écully, 6 marzo 1997) è un ex cestista francese.